# Melitta leporina
Melitta leporina ist eine Biene aus der Familie der Melittidae.

## Merkmale
Die Bienen haben eine Körperlänge von 11 bis 12 Millimeter (Weibchen) bzw. 10 bis 11 Millimeter (Männchen). Beim Weibchen ist der Kopf, der Rücken des Thorax und das erste Tergit gelbbraun, die ventrale Körperseite ist weißlich behaart. Das Mesonotum ist mit einer hellen Behaarung versehen, die mit schwarzen Haaren durchmischt ist. Das zweite bis vierte Tergit sind an der Scheibe schwarz behaart und hat breite weiße Binden, die den Endrand bedecken. Das fünfte und sechste Tergit sind schwarz, an den Seiten jedoch weiß behaart. Die Schienenbürste (Scopa) ist gelblich. Die Fühler sind auf der Unterseite hell rotbraun. Die Männchen sind gelbgrau behaart, die Ventralseite von Kopf und Thorax ist weißlich. Das Mesonotum ist wie beim Weibchen gefärbt. Das zweite bis fünfte Tergit tragen abstehende, weiße Haarbinden, die den Endrand überdecken. Die Scheiben des dritten bis siebten Tergit sind schwarz behaart. Die Fühlerglieder sind auf der Vorderseite in der Mitte winkelig verbreitert. Sie sind auf der Unterseite bräunlich gefärbt. Das sechste Sternit ist basal mit einem Längskiel versehen, das achte Sternit ist rotbraun.

## Vorkommen und Lebensweise
Die Art ist in Süd- und Mitteleuropa und Großbritannien, östlich bis in den Kaukasus verbreitet. Sie besiedeln Trockenhänge und Luzernenfelder. Pollen wird ausschließlich an Schmetterlingsblütlern (Faboideae) gesammelt. Die Männchen versammeln sich abends immer an den gleichen Pflanzen zu Schlafgesellschaften. Die Tiere fliegen von Mitte Juni bis Ende September. Nomada flavopicta ist Kuckucksbiene der Art.

## Belege
Felix Amiet, M. Herrmann, A. Müller, R. Neumeyer: Fauna Helvetica 20: Apidae 5. Centre Suisse de Cartographie de la Faune, 2007, ISBN 978-2-88414-032-4.